# Pablo Iglesias Turrión
Pablo Iglesias Turrión  (Madrid, 17 de octubre de 1978) es un politólogo y expolítico español, que se desempeñó como vicepresidente segundo y ministro de Derechos Sociales y Agenda 2030 del Gobierno de España entre 2020 y 2021. Fundador del partido político Podemos, representó a este en el Parlamento Europeo entre 2014 y 2015 y en las Cortes Generales entre la xi y xiv legislatura. Hoy es director de Canal Red y presentador de La Base. Su alma mater, la Universidad Complutense de Madrid, le nombró profesor honorífico en 2014.
Inició su trayectoria como asesor político y presentador en medios alternativos. Su figura adquirió popularidad a partir de sus apariciones como tertuliano en medios, defendiendo posiciones cercanas a la izquierda política y sectores del 15-M. A finales de 2013 se gestó una candidatura liderada por Iglesias a las elecciones al Parlamento Europeo de 2014 en torno a la que nació el partido Podemos. El partido se constituyó el año siguiente con la confluencia de distintos grupos, e Iglesias fue elegido secretario general del mismo, un cargo que mantuvo hasta mayo de 2021. La candidatura obtuvo sorpresivamente cinco eurodiputados, entre ellos Iglesias, y supuso el lanzamiento de Podemos como fuerza estatal.
En 2015 fue candidato de Podemos a las elecciones generales, obteniendo cuarenta y cuatro escaños en el Congreso de los Diputados y conformando, al unirse a los de las confluencias En Comú Podem y En Marea, el tercer mayor grupo parlamentario de la cámara baja. Su entrada, junto a la de Ciudadanos, marcó una ruptura del bipartidismo existente hasta el momento, y convirtió a Podemos en uno de los principales partidos creados en Europa al calor de la crisis de 2008 (junto a Syriza, el Movimiento Cinco Estrellas o La France Insoumise).
Tras no formarse Gobierno, Iglesias promovió una alianza con Izquierda Unida y otros grupos (conocida como «pacto de los botellines») para las nuevas elecciones. La plataforma Unidos Podemos obtuvo setenta y un escaños, sin opción a formar Gobierno. En la Asamblea de «Vistalegre II» (2017), el partido rechazó las tesis del sector de Íñigo Errejón, que defendía la continuación de una estrategia populista de izquierdas, en favor de las del sector de Iglesias, que abogaba por acercar el partido a las fuerzas de izquierda clásicas. Tras negociaciones fallidas para un Gobierno de coalición con Pedro Sánchez y un descenso significativo de escaños en las elecciones generales de 2019, en 2020 Iglesias se convirtió en vicepresidente segundo y ministro de Derechos Sociales y Agenda 2030 del Primer Gobierno Sánchez, el primer gobierno de coalición en España desde la Segunda República.
Durante su mandato colaboró en la aprobación del Ingreso Mínimo Vital y la Ley de eutanasia, y negoció una subida del salario mínimo. En 2021 dimitió para presentarse como candidato a las elecciones a la Asamblea de Madrid, cediendo el testigo de la formación a la entonces ministra de Trabajo Yolanda Díaz y siendo sustituido en el ministerio por Ione Belarra. Tras los malos resultados electorales, anunció su abandono de la política institucional. Posteriormente creó y se puso al frente del canal de televisión Canal RED y continuó realizando apariciones en medios. Iglesias es una de las figuras más mediáticas e influyentes de la política española de la década de los 2010, y su figura ha sido objeto de distintas críticas internas y externas. Asimismo, ha denunciado campañas de acoso y lawfare en su contra por parte de la derecha política y medios conservadores.

## Biografía

### Orígenes familiares y adolescencia
Pablo Manuel Iglesias Turrión nació en Madrid el 17 de octubre de 1978, hijo de María Luisa Turrión Santa-María, abogada del sindicato Comisiones Obreras, y de Francisco Javier Iglesias Peláez. Este último, inspector de trabajo y profesor de Historia Contemporánea e Historia de Relaciones Laborales en la Escuela de Relaciones Laborales de Zamora (dependiente de la Universidad de Salamanca) ya jubilado, militó en el Frente Revolucionario Antifascista y Patriota (FRAP). Su abuelo paterno, Manuel Iglesias Ramírez (1913-1986), militante del Partido Socialista Obrero Español, fue condenado a muerte en 1939 por el franquismo, aunque finalmente la pena fue conmutada por prisión gracias a los testimonios de miembros de la Falange, entre ellos Ezequiel Puig Maestre Amado, que negaron muchas de las acusaciones que se habían hecho contra él. Por línea materna, su tío abuelo, Manuel Turrión de Eusebio, fue también un histórico del PSOE.
Durante su infancia, Pablo Iglesias vivió en Soria. De niño era aficionado a la lectura de novelas de Julio Verne y Emilio Salgari.
Con trece años, tras la separación de sus padres, se trasladó junto a su madre al barrio madrileño de Vallecas. Un año después, Pablo ingresó en la Unión de Juventudes Comunistas de España, a la que perteneció hasta los veintiún años.

### Trayectoria en la universidad
Siguiendo el ejemplo de sus padres, Pablo Iglesias estudió Derecho en la Universidad Complutense de Madrid, licenciándose en 2001 con una calificación media de 7,3, para comenzar a estudiar el año siguiente Ciencias Políticas y de la Administración en la misma universidad. También en 2001 participó en el movimiento antiglobalización, donde defendió la desobediencia civil como forma de lucha.
En 2002 publicó su primer artículo en una revista académica. Dos años después, obtuvo la Licenciatura en Ciencia Política, con premio extraordinario a mejor expediente de su promoción.
A partir de 2006 trabajó como investigador en la Fundación Centro de Estudios Políticos y Sociales (CEPS), la cual, según sus estatutos, se dedicaba «a la producción de pensamiento crítico y al trabajo cultural e intelectual para fomentar consensos de izquierdas». También empezó a colaborar como articulista en diferentes medios de prensa escrita, como Diagonal, Rebelión y Kaosenlared.
Gracias a una beca, Iglesias se mudó en 2007 a Cambridge para estudiar en el Centre of Latin American Studies.
En 2008 obtuvo el doctorado, también en la Universidad Complutense de Madrid, con una tesis sobre la acción colectiva postnacional dirigida por Heriberto Cairo Carou con una calificación de sobresaliente cum laude, así como el diploma de estudios avanzados en Ciencia Política y de la Administración y el certificado de docencia, con la calificación de sobresaliente.
Además, realizó un máster en Humanidades (2010) por la Universidad Carlos III con una tesis sobre análisis político del cine, y un Master of Arts in Communication (2011), título propio de la European Graduate School (Suiza), donde realizó cursos de filosofía de los medios de comunicación y estudió teoría política, cine y psicoanálisis.
Fue Personal Docente e Investigador (profesor titular interino a tiempo parcial) de Ciencia Política y de la Administración, del Departamento “Ciencia Política y de la Administración III (Teorías y formas políticas y Geografía humana)” de la Facultad de Ciencias Políticas y Sociología de la UCM desde 2008 a 2014, y Profesor Asociado de Ciencia Política de 2022 a la actualidad, año en el que dio el salto a la primera línea de la política.

### Salto a los medios y asesoramiento político
En 2010, comenzó a dirigir y presentar La Tuerka en Tele K, un programa de tertulia política realizado por la productora Con Mano Izquierda. A causa de los problemas con las licencias de Tele K y Canal 33, ambas cadenas comenzaron a emitir parte de su programación conjuntamente, y La Tuerka se trasladó a Canal 33 para emitir en directo, emitiendo su programa en diferido por Tele K.

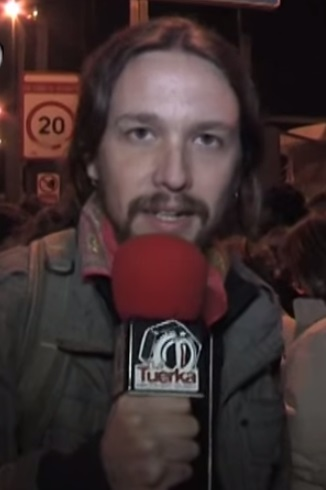
Pablo Iglesias en 2012, como entrevistador a pie de calle de La Tuerka.

En la campaña de las elecciones generales de 2011 trabajó como asesor externo para Izquierda Unida. Entabló relación de pareja con Tania Sánchez Melero, política de Izquierda Unida en la Comunidad de Madrid.
En agosto de 2012 empezó a colaborar con Público y en noviembre de ese mismo año apareció como analista en el programa de La Sexta columna titulado «Rajoy año I: La realidad era esto», que analizaba el primer año de gobierno de Mariano Rajoy.
En las elecciones al Parlamento de Galicia de 2012 trabajó como asesor de Alternativa Galega de Esquerda.
En enero de 2013, comenzó a presentar Fort Apache, programa realizado por Producciones CMI y emitido por el canal HispanTV, de la empresa pública iraní de Radiodifusión de la República Islámica de Irán, dirigido al mundo hispanohablante.
Hasta su ilegalización por vínculos con ETA en 2013, actuó como contacto en Madrid de la organización para la amnistía y el fin de la dispersión de los terroristas presos, Herrira, según desvelaron los documentos incautados a dicha organización, llegando a intervenir en uno de sus actos en Pamplona.
En abril de 2013, Pablo Iglesias fue invitado al programa El gato al agua de Intereconomía para hablar sobre la convocatoria de Rodea el Congreso. Tras esta participación, comenzó a recibir solicitudes de otros medios y pasó a ser colaborador habitual en las tertulias políticas de El gato al agua, El cascabel al gato (13 TV), La Sexta noche (La Sexta), Las mañanas de Cuatro (Cuatro), Te vas a enterar (Cuatro) y La noche en 24 horas (24 horas).

### Fundación de Podemos
A finales de 2013 después de una reunión informal en el domicilio de Raúl Camargo entre Iglesias, Miguel Urbán, Jorge Moruno y el propio Camargo, se concretó la idea de lanzar una candidatura para las elecciones al Parlamento Europeo de 2014, que se materializaría en el partido Podemos. Según Iglesias la idea de denominar a dicha candidatura «Podemos» la tenía ya por entonces clara en su mente —recordando el nombre de PODEMOS, una agrupación boliviana de derechas— constituyendo un nombre que según Iglesias permitía conjugar las ideas de «poder» y «democracia».

### Eurodiputado
Elecciones

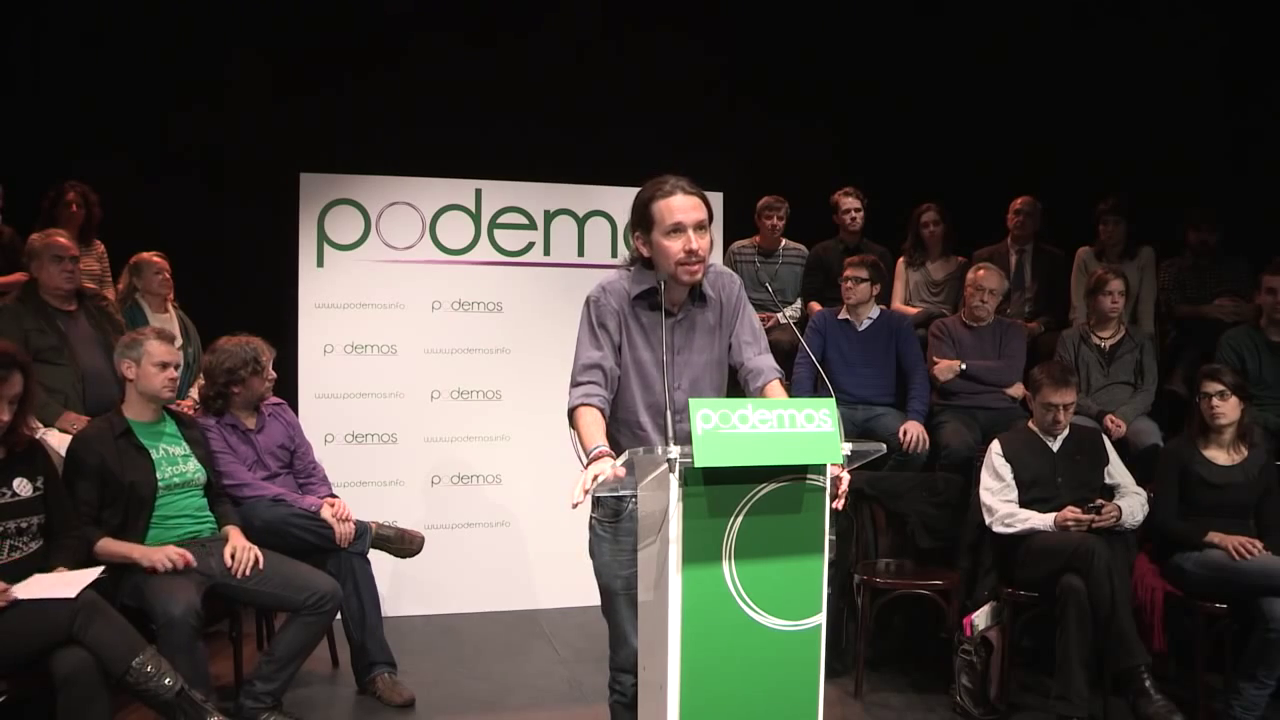
Iglesias interviniendo en la presentación pública de Podemos en enero de 2014

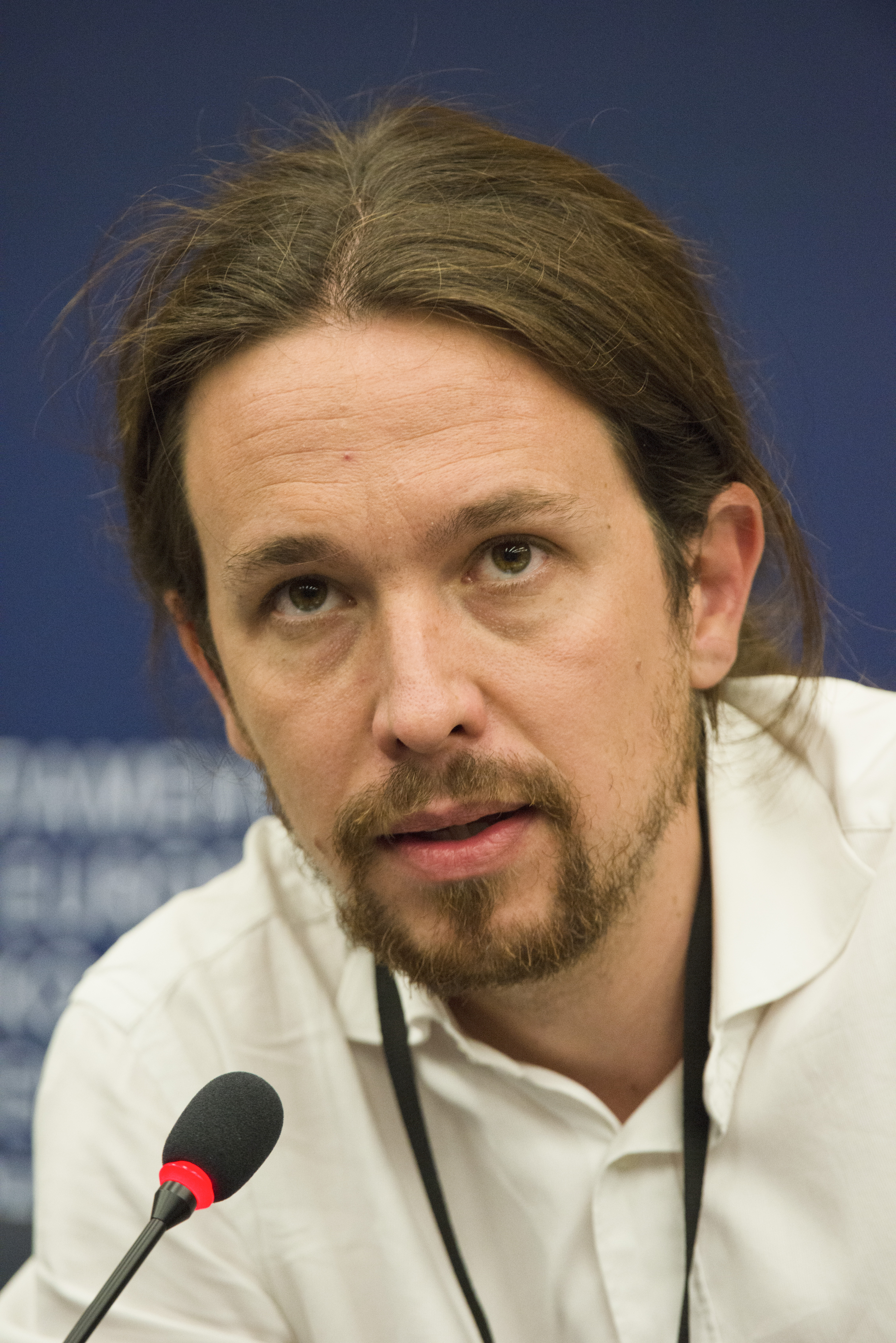
Iglesias como eurodiputado en el Parlamento Europeo en julio de 2014.

Iglesias encabezó la lista de Podemos a las elecciones al Parlamento Europeo tras imponerse en las primarias del partido con más del 60 % de los treinta y tres mil votos emitidos (20 661 votos). En las elecciones, su imagen fue utilizada como logotipo para las papeletas electorales debido a su proyección mediática, superior a la del partido.
El 25 de mayo de 2014, poco más de dos meses después de la creación del partido, Iglesias resultó elegido eurodiputado de la 8.ª legislatura. La candidatura de Podemos logró ser la cuarta fuerza con 1 253 837 votos (7,98 %) y cinco escaños de los cincuenta y cuatro que se repartían en la circunscripción de España.
Trayectoria
Iglesias tomó posesión de su acta acatando la Constitución bajo la fórmula «sí, prometo hasta que los ciudadanos de mi país la cambien para recuperar la soberanía y los derechos sociales». Ya en la Eurocámara, los cinco escaños de Podemos se integraron en el Grupo Confederal de la Izquierda Unitaria Europea con un total de cincuenta y dos eurodiputados en una cámara de 751.
Su llegada al Parlamento Europeo estuvo marcada por su designación como candidato a la presidencia del Parlamento. Pese a que el candidato del Grupo Confederal de Izquierda Unitaria Europea iba a ser Alexis Tsipras, el auge de Podemos hizo que el Iglesias fuera promocionado para un cargo al que no había opción ninguna de resultar electo. En la votación obtuvo cincuenta y un votos frente a los cuatrocientos nueve que logró Martin Schulz, del Grupo de la Alianza Progresista de Socialistas y Demócratas, que con este resultado resultaba elegido presidente.
En su labor europarlamentaria destaca su papel como vicepresidente de la Delegación para las Relaciones con Mercosur del Parlamento Europeo y su participación en comisiones parlamentarias como Asuntos Exteriores, Subcomisión de Derechos Humanos, Agricultura y Desarrollo Rural o la Subcomisión de Seguridad y Defensa. La popularidad de algunas de sus intervenciones, sus hábitos «low cost» y el revuelo mediático que representó en los medios de comunicación españoles, le llevó a ganar el Premio a Eurodiputado del año en la edición 2014 de la Asociación de Periodistas Parlamentarios.

### Secretario general de Podemos
El 15 de noviembre de 2014 fue elegido secretario general de Podemos en un proceso de primarias, con el apoyo del 88,6 % de los simpatizantes de la formación.

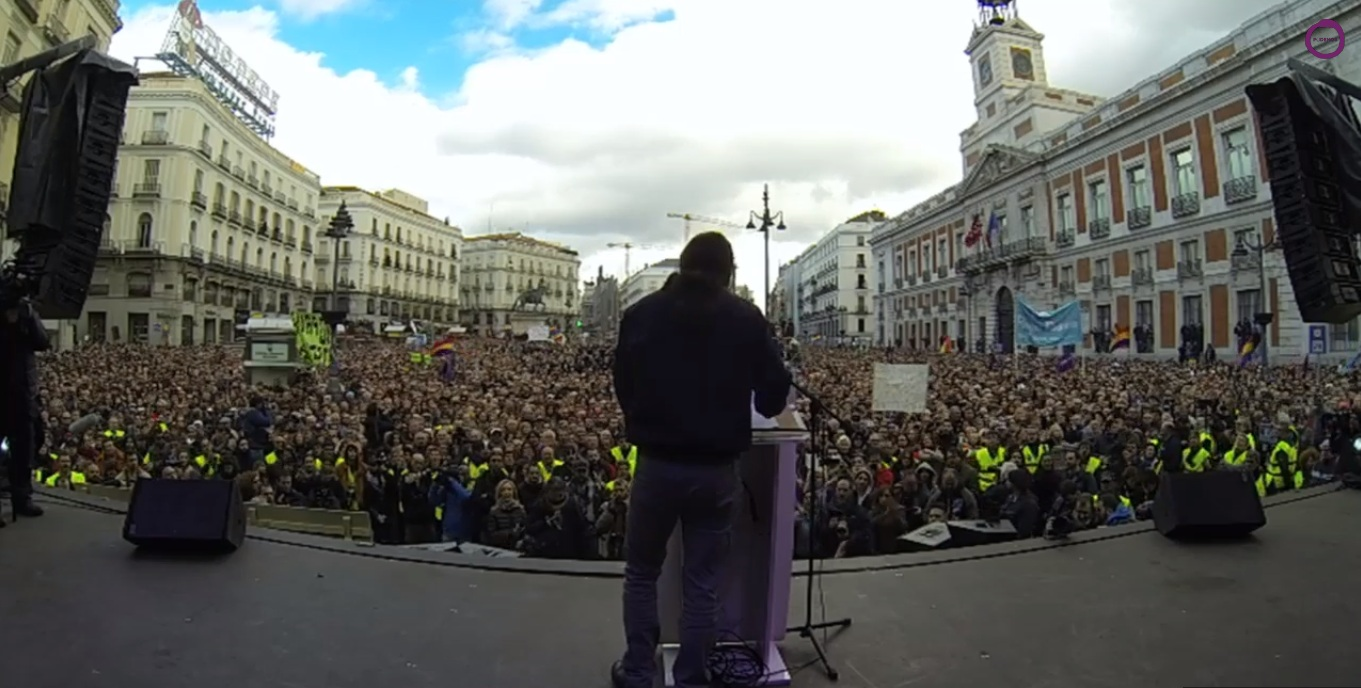
Dirigiéndose a los congregados en la Puerta del Sol en enero de 2015, durante la «Marcha del Cambio».

Durante el año 2015, siguió siendo invitado a diversos programas de televisión, tales como La lupa (Canal 10), Vía V (V Televisión), Al rojo vivo (La Sexta), El objetivo (La Sexta), Viajando con Chester (Cuatro), Salvados (La Sexta), La noche en 24 horas y Las mañanas de La 1 (TVE), pero ya como entrevistado en vez de contertulio. En esta etapa vinculada a los medios de comunicación, se conoció más ampliamente su visión acerca de temas sociales, así como la opinión que los principales tertulianos y analistas políticos tenían respecto de Iglesias. En marzo de 2015 Tania Sánchez e Iglesias comunicaron conjuntamente a través de Facebook la decisión de poner fin a su relación de pareja.
El 27 de octubre dejó su escaño en el Parlamento Europeo para centrarse en la campaña de las elecciones generales de 20 de diciembre de 2015, para las que se proclamó candidato por Podemos en julio de 2015, mediante unas primarias en las que tuvo un apoyo masivo (82 %), pero en las que hubo poca participación de los militantes (16 %).

En las elecciones generales, a las que Iglesias concurrió como número uno de la lista de Podemos por Madrid, la candidatura del partido consiguió cuarenta y cuatro escaños de diputado en el Congreso; si bien formó grupo parlamentario con los diputados electos en las candidaturas En Comú Podem y En Marea. Esto resultó en el tercer mayor grupo parlamentario de la cámara baja, con sesenta y nueve miembros. El 15 de febrero de 2016 Podemos junto con En Comú Podem y En Marea presentó al PSOE una propuesta para formar gobierno que incluía noventa y ocho puntos de los que los socialistas responderían con su disconformidad con catorce que considera innegociables, entre ellos las cuestiones relativas a la política por el proceso soberanista en Cataluña. El 30 de marzo, tras una reunión con Pedro Sánchez, Iglesias anunció su renuncia a entrar a formar parte de un gobierno de coalición si así se facilitaban las negociaciones para la investidura, así como anunció su disposición a reunirse con Albert Rivera, líder de Ciudadanos (la cuarta fuerza en la cámara baja), que había alcanzado un preacuerdo de gobierno con el PSOE. 

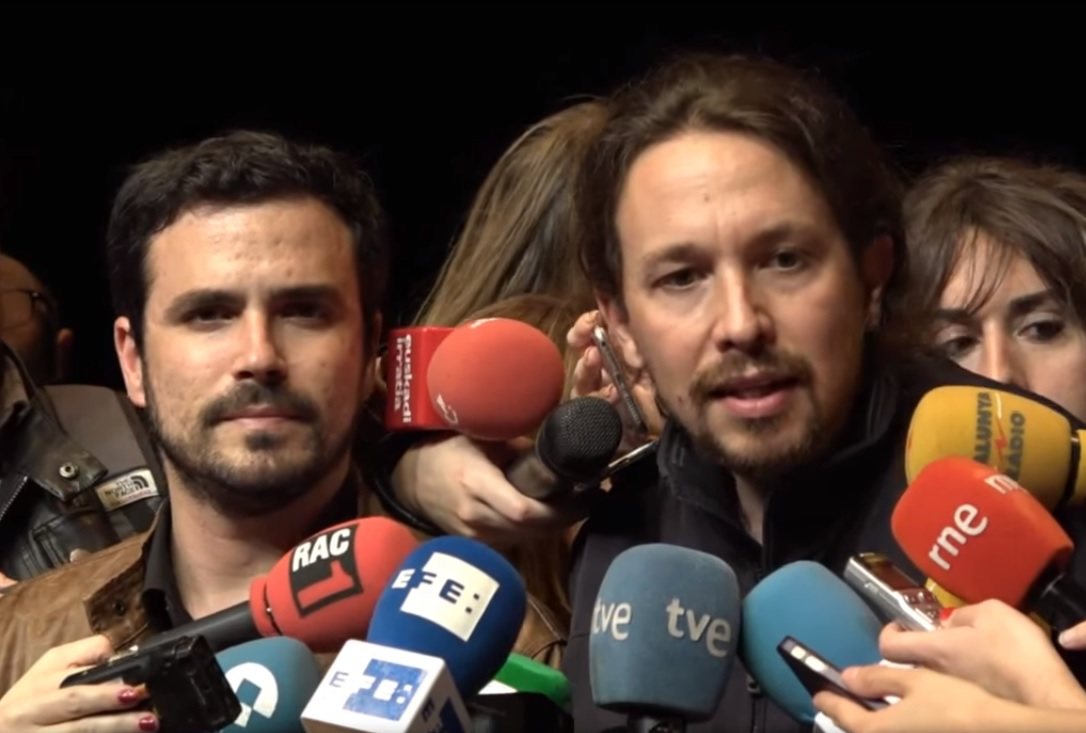
Iglesias y Alberto Garzón en mayo de 2016 anunciando el acuerdo de coalición para las generales de junio, el conocido como «pacto de los botellines».

Tras no conformarse gobierno, el 3 de mayo de 2016 se publicó la convocatoria de nuevas elecciones para el 26 de junio del mismo año. Tres días más tarde Eduardo Inda acusó desde su medio Okdiario a Iglesias de haber recibido financiación ilegal de 272 325 dólares del gobierno de Venezuela en un paraíso fiscal. El informe en el que se basó dicha información, cuya autoría se vincula a la llamada «policía patriótica» del ministro Jorge Fernández Díaz y que incluía como orden de pago una prueba falsa fabricada a partir de recortes sacados de internet, dio lugar a numerosos titulares en la prensa durante meses, aunque nunca tuvo ningún recorrido como prueba en los juzgados. En abril de 2017, el juzgado de Primera Instancia número 84 de Madrid desestimó la demanda de Iglesias contra Inda por la publicación, al entender que no se vulneró su honor debido a que la noticia era «veraz, contrastada y de interés general», si bien señala que «la veracidad no equivale a una exactitud total» y no entra a valorar la falsedad de los hechos pues afirma que «tal dato resulta irrelevante para valorar la prevalencia del derecho a la información de los demandados frente al derecho al honor del Sr. Iglesias». En mayo de 2018, la Sección Octava de la Audiencia Provincial Civil la que rechazó su recurso, calificando las informaciones periodísticas de «veraces», y condenó a Iglesias al pago de las costas judiciales. En 2022, la Audiencia Nacional archivó la investigación sobre la presunta financiación de Podemos por Venezuela.
El 9 de mayo Pablo Iglesias y Alberto Garzón, coordinador general de Izquierda Unida, anunciaron el acuerdo alcanzado para la conformación de una coalición entre Podemos e IU de cara a las generales, acuerdo que se vino a conocer como el «pacto de los botellines». La candidatura conjunta se denominó Unidos Podemos. Iglesias concurrió como número uno de la lista electoral por Madrid. La suma de los escaños conseguidos en las elecciones por Unidos Podemos, junto a los escaños de las candidaturas de En Comú Podem, En Marea y Compromís fue de setenta y uno, afianzándose el Grupo Parlamentario Confederal de Unidos Podemos-En Comú Podem-En Marea como la tercera fuerza política en el Congreso de los Diputados.
En febrero de 2017, Pablo Iglesias fue reelegido secretario general de Podemos en la Asamblea Ciudadana de Vistalegre II en la que defendió la «unidad» en la formación política, imponiéndose en las votaciones a la dirección del partido la lista encabezada por Iglesias a la de Íñigo Errejón.
En mayo de 2018, Iglesias y su pareja de hecho, Irene Montero, pusieron sus puestos en Podemos a un voto de confianza debido a una polémica interna sobre la compra de una casa de seiscientos mil euros en Galapagar en las afueras de Madrid; algunos miembros del partido vieron la compra como contraria a las creencias del partido. El voto de confianza en sus cargos fue aprobado con el 68,4 % de los miembros votando a su favor. Tanto él como su familia han sufrido acoso en reiteradas ocasiones por residentes de Torrelodones con ideas adversas a Podemos.
Tras la sentencia en mayo de 2018 de la Audiencia Nacional que condenó al Partido Popular como partícipe a título lucrativo de la trama Gürtel y que tuvo como consecuencia la presentación de una moción de censura contra el presidente del Gobierno Mariano Rajoy para el 1 de junio de 2018 en el Congreso de los Diputados por parte del Grupo Parlamentario Socialista (y que presentó a Pedro Sánchez como candidato a la presidencia del Gobierno), Iglesias anunció que si fallara dicha moción Podemos presentaría otra para convocar inmediatamente elecciones; siendo atribuido este movimiento a la intención de inclinar el voto a favor de la moción de los diputados del Partido Nacionalista Vasco (a los que se consideraba reacios a la celebración de elecciones y proclives en principio a la abstención en la votación de la moción), que determinó el éxito de esta.

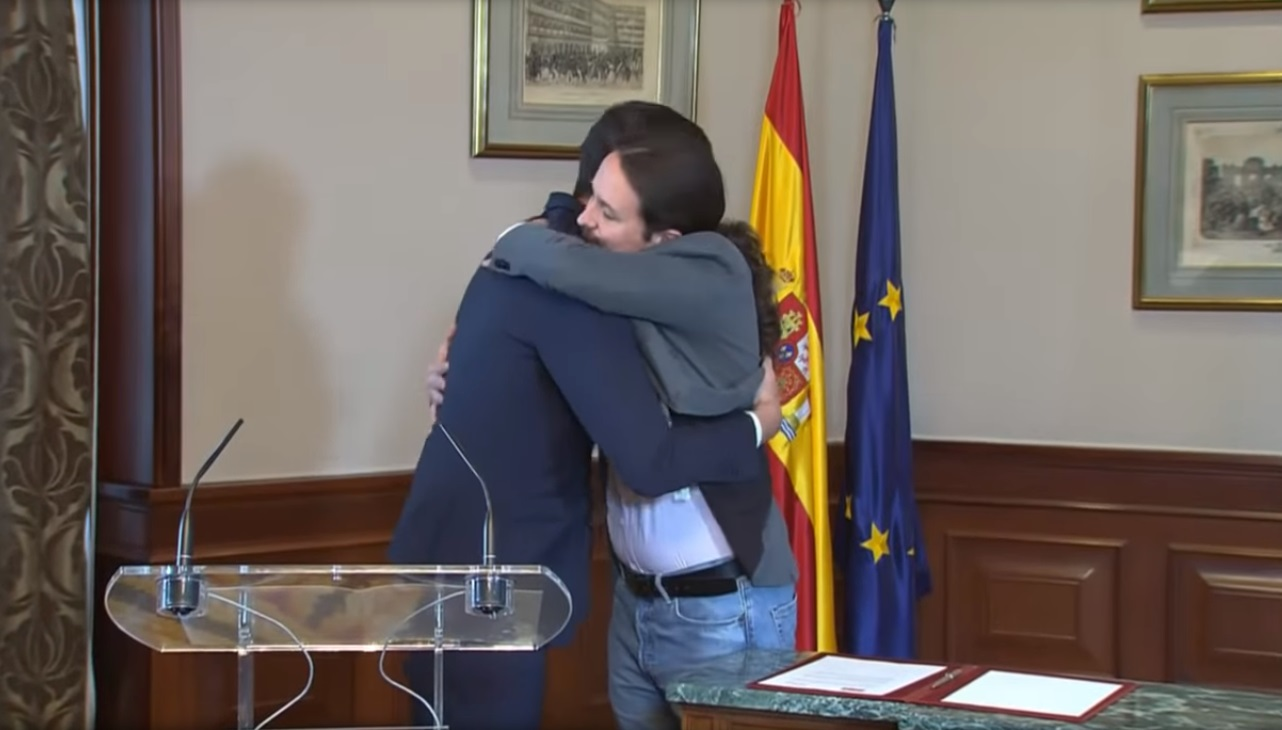
Iglesias y Sánchez abrazándose luego de lograr un acuerdo para conformar un gobierno (2019).

Tras los resultados de las elecciones generales españolas de abril de 2019, que dieron una mayoría simple al PSOE en el Congreso de los Diputados, Pedro Sánchez fue propuesto como candidato a presidente del Gobierno por el rey. Sánchez, con la necesidad de buscar apoyos para su investidura, entabló junto a Iglesias negociaciones entre el PSOE y Unidas Podemos sobre la investidura con la promesa de que algunos políticos de Podemos e Izquierda Unida optaran al Consejo de Ministros en un número proporcional a los votos de cada partido. El 19 de julio de 2019, Iglesias declaró que su presencia personal en el Consejo de Ministros no sería una excusa para no formar un gobierno, dejando de lado cualquier pretensión de convertirse en ministro. Las negociaciones con el PSOE con respecto a las carteras confiadas a los políticos de Podemos finalmente fracasaron, y Sánchez no pudo reunir los apoyos suficientes para su investidura en julio de 2019, convocándose nuevas elecciones generales.

### Vicepresidente segundo del gobierno (2020-2021)

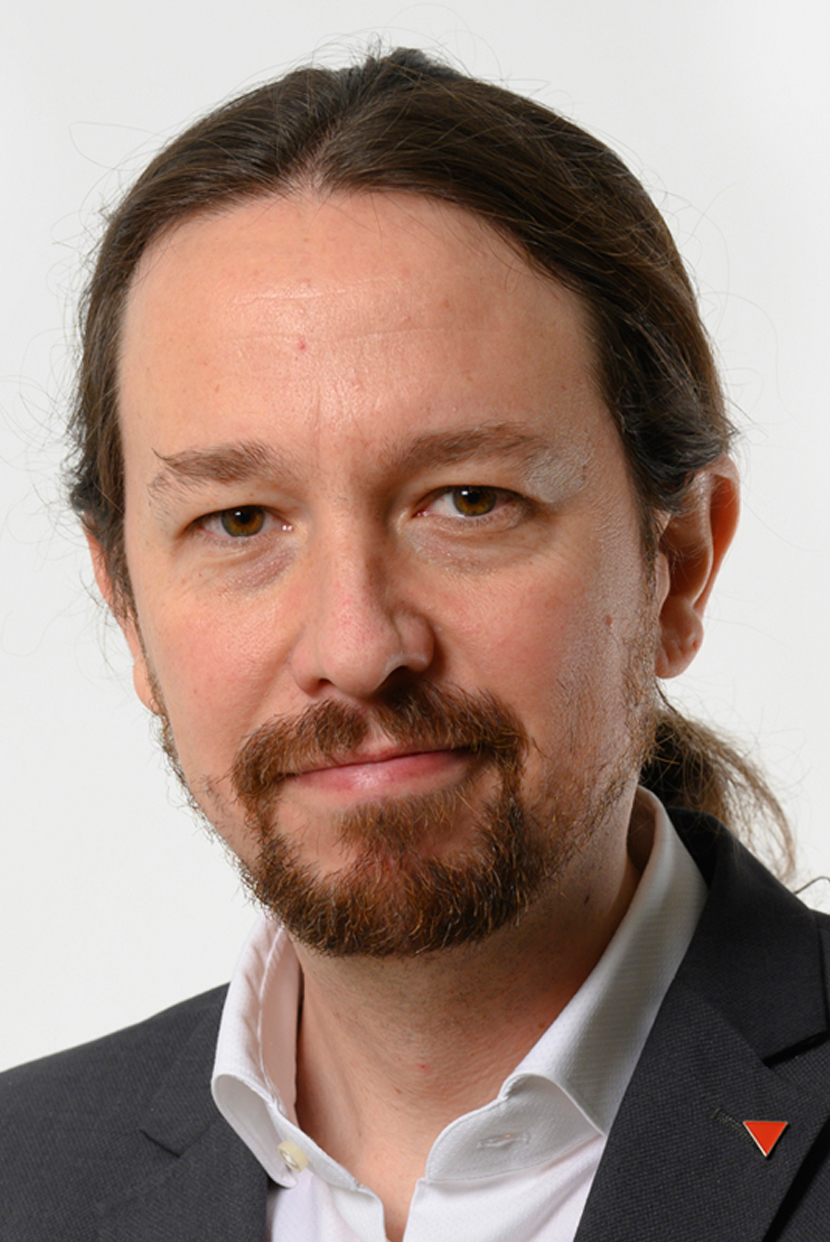
Retrato oficial de Pablo Iglesias como vicepresidente en 2020.

Tras las elecciones generales españolas de noviembre de 2019, Pedro Sánchez e Iglesias anunciaron rápidamente un acuerdo preliminar entre el PSOE y Unidas Podemos para gobernar juntos. La investidura de Sánchez como presidente del Gobierno en segunda ronda se produjo el 7 de enero de 2020, conformándose así el primer gobierno democrático nacional de coalición desde la Segunda República.
Durante su período en el ejecutivo fueron aprobados el Ingreso Mínimo Vital y la Ley de Muerte Digna, en las cuales colaboró por su condición de Ministro de Derechos Sociales y Agenda 2030. También negoció con el PSOE una nueva subida del Salario Mínimo hasta los novecientos cincuenta euros.
El 15 de marzo de 2021 anunció su dimisión, que se hizo efectiva el día 31 del mismo mes. El ministerio de Derechos Sociales y Agenda 2030 recayó en Ione Belarra y la vicepresidencia segunda en Nadia Calviño. Así mismo, su salida reforzó a la ministra de Trabajo Yolanda Díaz como líder de Unidas Podemos en el Gobierno, lo que daría lugar posteriormente a la formación de Sumar.

### Elecciones a la Asamblea de Madrid de 2021
Fue candidato a la presidencia de la Comunidad de Madrid por Unidas Podemos en las elecciones autonómicas anticipadas de 2021.
Durante la campaña electoral, Pablo Iglesias recibió una amenaza de muerte a través de un paquete que contenía una carta y cuatro cartuchos de fusil. Durante una entrevista en Cadena Ser, decidió abandonar el debate cuando la candidata de Vox a las elecciones madrileñas, Rocío Monasterio, se negó reiteradamente a condenar estas amenazas, mientras Monasterio animó a Iglesias a abandonar el debate por no condenar igualmente el intento de agresión que ella, junto a otros miembros de Vox, sufrieron durante un mitin en el barrio madrileño de Vallecas unos días antes, argumentado: «[Los miembros de Vox] condenamos todo tipo de violencia. Me hubiera gustado que Iglesias hubiera condenado la violencia de Vallecas». Iglesias y Monasterio habían intercambiado insultos en la red social Twitter poco antes del encuentro en la Cadena Ser a raíz del apoyo de Iglesias al altercado de Vox en Vallecas.

#### Abandono de la política institucional
En las elecciones del 4 de mayo Unidas Podemos consiguió el 7.24 % de los votos y diez de los ciento treinta y seis escaños que conformaron la Asamblea de Madrid en la XII Legislatura. Se trataba de una mejora de tres escaños frente a los obtenidos en los comicios de 2019. En cualquier caso, Isabel Díaz Ayuso consiguió la presidencia por mayoría absoluta y ningún candidato de izquierdas pudo optar a ser elegido.

Eses mismo día Pablo Iglesias anunció su dimisión de todos sus cargos en Unidas Podemos y su abandono de la política institucional (aunque asegurando que seguirá participando en política desde otros lugares).

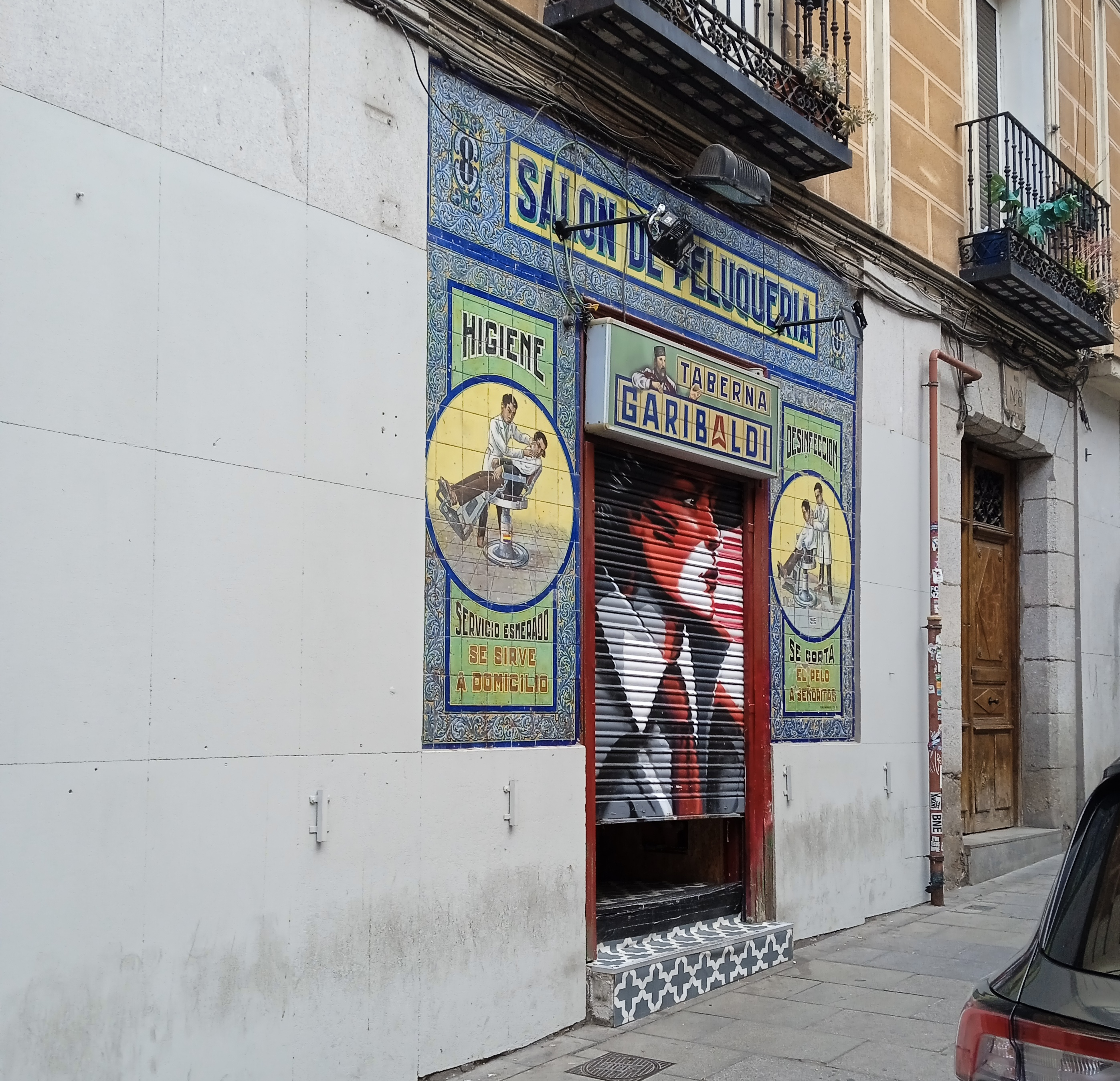
En 2024 Iglesias abrió un bar en el barrio madrileño de Lavapiés llamado Taberna Garibaldi.

 En su comparecencia tras estos resultados, justificó su decisión alegando que su figura «se ha convertido en un chivo expiatorio que moviliza los afectos más oscuros, más contrarios a la democracia, más contrarios a los servicios públicos, más contrarios a las bases materiales de la democracia» y que ya no puede contribuir a sumar y mejorar los resultados de su formación de cara a las elecciones de 2023. En la misma comparecencia aprovechó para mostrar su valoración y apoyo a la figura de Yolanda Díaz y vislumbrar un futuro con nuevos liderazgos y renovación, destacando la «feminización de nuestra fuerza política».
Una semana más tarde de su despedida, el 12 de mayo, a través de sus redes sociales, compartió por primera vez en mucho tiempo una imagen sin coleta y con el pelo corto. Meses después comenzó a participar de manera habitual en tertulias y programas, además de desarrollar su propio podcast online en colaboración con el diario Público llamado La Base.
En junio de 2021 la militancia de Podemos eligió a Ione Belarra como sucesora de Pablo Iglesias en la secretaría general del partido.

## Canal RED

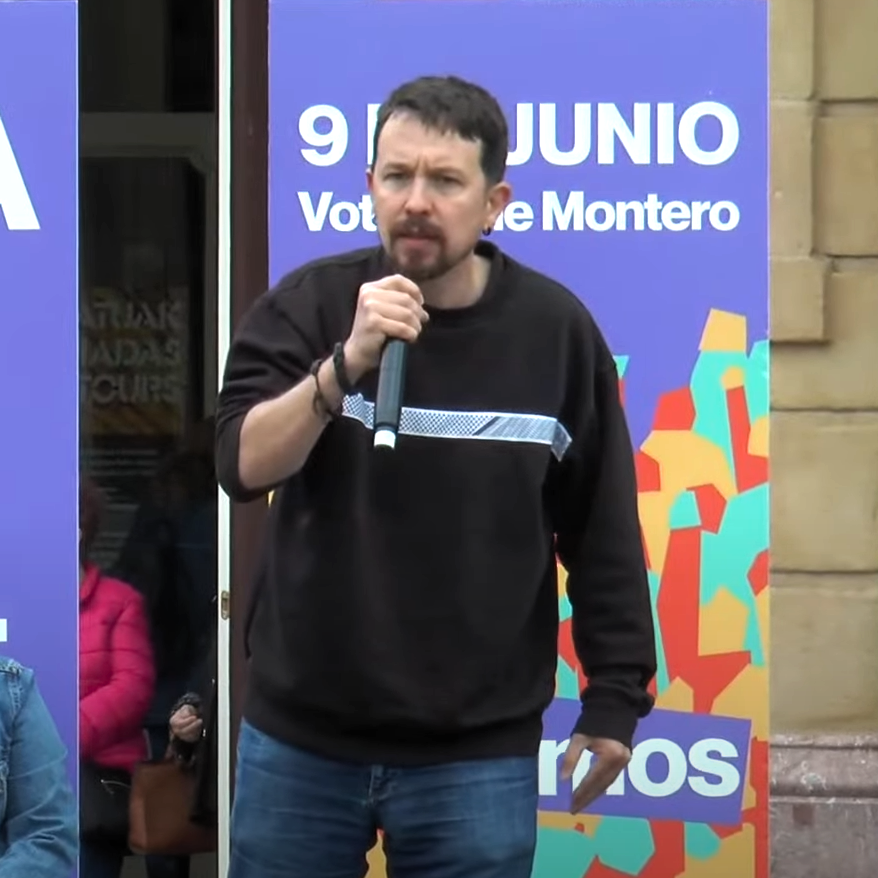
Acto de Pablo Iglesias para la campaña de las elecciones europeas del 9 de junio de 2024.

En noviembre de 2022, Pablo Iglesias publicó en sus redes sociales el lanzamiento de un nuevo canal de televisión por Internet denominado Canal RED para el que impulsaba una campaña de micromecenazgo. A las pocas horas del lanzamiento, la campaña de micromecenazgo logró el objetivo puesto en aquella primera fase, recaudando más de 100 000 euros en cuatro horas y casi 200 000 en las primeras veinticuatro.
En el vídeo promocional de la campaña de recaudación de fondos acompañaban a Pablo Iglesias el filólogo Manu Levin, la periodista Inna Afinogenova, la matemática Sara Serrano y el periodista de Furor TV Sergio Gregori, quien presenta El tablero, uno de los programas estrella de Canal RED.
La cadena comenzó a emitir el 6 de marzo de 2023 en su canal de YouTube y, posteriormente, en la TDT madrileña. Además del director de la cadena, Iglesias también presenta los programas La Base y Noticias Básicas, un noticiario de lunes a viernes. Asimismo, forma parte de la redacción de Diario Red. El proyecto, que se financia con micromecenazgo de los productores, nace bajo el amparo del empresario Jaume Roures y con el soporte de la productora Furor Producciones.
En marzo de 2024 Iglesias abrió un bar en el barrio madrileño de Lavapiés llamado Taberna Garibaldi.

## Obras
Autor
- Iglesias Turrión, Pablo (2009). Multitud y acción colectiva postnacional. Madrid: Complutense de Madrid, Servicio de Publicaciones.
- Iglesias Turrión, Pablo (2011). Desobedientes. Madrid: Popular.
- Iglesias Turrión, Pablo (2013). Maquiavelo frente a la gran pantalla. Cine y política. Pensamiento crítico. Akal.
- Iglesias Turrión, Pablo (2014). Ganar o morir. Lecciones políticas de Juego de Tronos. Pensamiento crítico. Akal.[114]
- Iglesias Turrión, Pablo (2014). Disputar la democracia. Política para tiempos de crisis. Pensamiento crítico. Akal.
- Iglesias Turrión, Pablo (2015). Una nueva transición. Materiales del año del cambio. Pensamiento crítico. Akal.
- Iglesias Turrión, Pablo (2022). Verdades a la cara. Recuerdos de los años salvajes. Navona Editorial.
- Iglesias Turrión, Pablo (2022). Medios y cloacas. Escritos Contextatarios.

Coautor
- Iglesias Turrión, Pablo; Monedero, Juan Carlos (2011). ¡Que no nos representan!: El debate sobre el sistema electoral español. Madrid: Popular.
- Iglesias Turrión, Pablo; Nega LCDM (2013). Conversación entre Pablo Iglesias y Nega LCDM. Más Madera a dos voces. Icaria.
- Iglesias Turrión, Pablo; Juliana, Enric (2018). Nudo España. Arpa.[115]
- Iglesias Turrión, Pablo; Zugasti, Irene (2025). Enemigos íntimos. Navona Editorial.

Coordinador y/o editor
- Iglesias Turrión, Pablo (editor) (2013). Cuando las películas votan. Lecciones de ciencias sociales a través del cine. Colección mayor. Catarata.
- Iglesias Turrión, Pablo; Espasandín, Jesús (coordinadores) (2007). Bolivia en Movimiento. Acción colectiva y poder político. Madrid: El Viejo Topo.

## Filmografía
| Año  | Título del programa   | Medio                           | Rol                               | Notas            |
| ---- | --------------------- | ------------------------------- | --------------------------------- | ---------------- |
| 1997 | La Casa de los Líos   | Antena 3                        | Comensal de un restaurante        | Extra. Cap 49    |
| 2010 | 3 mejor que 2         |                                 | Director                          | Corto            |
| 2010 | La Tuerka             | Tele K, Canal 33 y PublicoTV    | Director, Presentador y Reportero |                  |
| 2013 | Fort Apache           | HispanTV                        | Presentador                       |                  |
| 2014 | Otra Vuelta de Tuerka | PublicoTV                       | Presentador                       |                  |
| 2016 | Polònia               | TV3                             | Él mismo                          | Cameo            |
| 2022 | La Base               | Canal RED, YouTube y PublicoTV  | Presentador                       | Video Podcast    |
| 2023 | Canal RED             | TDT de Madrid, Twitch y YouTube | Director y Presentador            | Canal y programa |

## Premios y distinciones
- Premio de periodismo "Mártires de la Resistencia" (2025), otorgado por la Presidenta de Honduras Xiomara Castro, a los comunicadores "comprometidos con la justicia social, los derechos humanos y la libertad de expresión". [118][119]
- Gran Cruz de la Real Orden de Carlos III (2021)[120]
- Doctor honoris causa por la UMET de Buenos Aires
- Premio a la excelencia en Ciencias Sociales por el Consejo Latinoamericano de Ciencias Sociales (2018)
- Premio Rodolfo Walsh (2018)
- Premio «Enfocados» de Periodismo por su contribución al cambio social (2013)